# Rivalità senza rivali
Rivalità senza rivali (Ladies Crave Excitement) è un film del 1935 diretto da Nick Grinde.

## Produzione
Prodotto da Nat Levine per la Mascot Pictures, una piccola casa di produzione specializzata in B-movies e in serial. Le riprese terminarono il 15 maggio 1935

## Distribuzione
Il copyright del film, richiesto dalla Mascot Pictures Corp., fu registrato il 22 giugno 1935 con il numero LP5633.
Il film fu distribuito dalla Mascot Pictures e uscì nelle sale statunitensi il 22 giugno 1935. In Francia, il film fu distribuito il 29 dicembre 1937 con il titolo La Joyeuse Aventure. Nel 1938, come Rivalità senza rivali, distribuito dalla Fiorenza Film, la pellicola presentò la domanda per il visto di censura il 19 dicembre ottenendo il 30 dicembre il visto 30455.
Variety riportò che il film includeva una scena che ricostruiva, sotto il nome di March of Events, la genesi di March of Time, una serie di newsreel in venti minuti l'una che, dal 1934 al 1951, prodotta da Louis de Rochemont, ricreava, spettacolarizzandoli, eventi della cronaca dell'epoca. Variety si riferiva alla scena in cui Dan, il reporter, ha l'idea di ricostruire fatti di cronaca per il suo cinegiornale.